# Christopher Young
Christopher Young (Red Bank (Nova Jersey). 28 d'abril de 1958) és un compositor i orquestrador nord-americà de bandes sonores de cinema i televisió. Es va graduar al Hampshire College de Massachusetts amb un Bachelor of Arts en música, i després va completar el seu treball de postgrau a la University of North Texas. El 1980 es va traslladar a Los Angeles. Originalment baterista de jazz, quan va escoltar algunes de les obres de Bernard Herrmann va decidir convertir-se en compositor de cinema. Va estudiar a la UCLA Film School amb David Raksin. És professor a la Thornton School of Music de la Universitat del Sud de Califòrnia.
Moltes de les seves composicions són per a pel·lícules de terror i thriller, com ara Hellraiser, Species, espècie mortal, Urban Legend, The Grudge, The Exorcism of Emily Rose, Drag Me to Hell, Sinister, Deslliureu-nos del mal i Pet Sematary. Altres obres inclouen Rapid Fire, Copycat, Set It Off, Entrapment, The Hurricane, Operació Swordfish, Ghost rider: El motorista fantasma, Spider-Man 3 i Lligant caps, pel qual va ser nominat al Globus d'Or a la millor banda sonora original.
Young va ser guardonat amb el prestigiós premi Richard Kirk als premis de cinema i televisió BMI de 2008. El premi s'atorga anualment a un compositor que ha fet contribucions importants a la música de cinema i televisió. El 1996 va guanyar el premi a la millor banda sonora al XXIX Festival Internacional de Cinema Fantàstic de Sitges per Només es viu una vegada.

## Discografia

### Cinema
| Any  | Títol                                         | Director                               | Notes                                      |
| ---- | --------------------------------------------- | -------------------------------------- | ------------------------------------------ |
| 1968 | Robby                                         | Ralph C. Bluemke                       | 1983 re-issue score                        |
| 1982 | The Dorm That Dripped Blood                   | Stephen Carpenter Jeffrey Obrow        | N/D                                        |
| 1982 | La cúspide                                    | Peter Carter                           | N/D                                        |
| 1984 | The Oasis                                     | Sparky Greene                          | N/D                                        |
| 1984 | The Power                                     | Stephen Carpenter Jeffrey Obrow        | N/D                                        |
| 1985 | Avenging Angel                                | Robert Vincent O'Neil                  | N/D                                        |
| 1985 | Def-Con 4                                     | Paul Donovan                           | N/D                                        |
| 1985 | Wheels of Fire                                | Cirio H. Santiago                      | N/D                                        |
| 1985 | Wizards of the Lost Kingdom                   | Héctor Olivera                         | N/D                                        |
| 1985 | A Nightmare on Elm Street 2: Freddy's Revenge | Jack Sholder                           | N/D                                        |
| 1985 | Barbarian Queen                               | Héctor Olivera                         | N/D                                        |
| 1985 | Godzilla 1985                                 | R.J. Kizer Koji Hashimoto              |                                            |
| 1986 | Ostatge: Dallas                               | Dwight H. Little                       | N/D                                        |
| 1986 | Torment                                       | Samson Aslanian John Hopkins           | N/D                                        |
| 1986 | Invaders from Mars                            | Tobe Hooper                            | N/D                                        |
| 1986 | Trick or Treat                                | Charles Martin Smith                   | N/D                                        |
| 1987 | Hellraiser                                    | Clive Barker                           | N/D                                        |
| 1987 | Flowers in the Attic                          | Jeffrey Bloom                          | N/D                                        |
| 1987 | U-Boats: The Wolfpack                         | N/D                                    | Short film                                 |
| 1988 | The Telephone                                 | Rip Torn                               | N/D                                        |
| 1988 | Hellbound: Hellraiser II                      | Tony Randel                            | N/D                                        |
| 1988 | Bat*21                                        | Peter Markle                           | N/D                                        |
| 1988 | Haunted Summer                                | Ivan Passer                            | N/D                                        |
| 1989 | Vietnam War Story: The Last Days              | David Burton Morris Sandy Smolan       | Segments "Last Outpost, The", "Dirty Work" |
| 1989 | La mosca 2                                    | Chris Walas                            | N/D                                        |
| 1989 | Hider in the House                            | Matthew Patrick                        | N/D                                        |
| 1990 | Bright Angel                                  | Michael Fields                         | N/D                                        |
| 1990 | Max and Helen                                 | Philip Saville                         | N/D                                        |
| 1992 | The Vagrant                                   | Chris Walas                            | N/D                                        |
| 1992 | Rapid Fire                                    | Dwight H. Little                       | N/D                                        |
| 1992 | Jennifer 8                                    | Bruce Robinson                         | N/D                                        |
| 1993 | La meitat fosca                               | George A. Romero                       | N/D                                        |
| 1993 | L'amant ideal                                 | Nicholas Kazan                         | N/D                                        |
| 1994 | Judicial Consent                              | William Bindley                        | N/D                                        |
| 1995 | Homicidi en primer grau                       | Marc Rocco                             | N/D                                        |
| 1995 | Tales from the Hood                           | Rusty Cundieff                         | N/D                                        |
| 1995 | Species, espècie mortal                       | Roger Donaldson                        | N/D                                        |
| 1995 | Virtuosity                                    | Brett Leonard                          | N/D                                        |
| 1995 | Copycat                                       | Jon Amiel                              | N/D                                        |
| 1996 | Unforgettable                                 | John Dahl                              | N/D                                        |
| 1996 | Set It Off                                    | F. Gary Gray                           | N/D                                        |
| 1996 | Només es viu una vegada                       | Jim Wilson                             | N/D                                        |
| 1996 | Norma Jean & Marilyn                          | Tim Fywell                             | N/D                                        |
| 1997 | Assassinat a la Casa Blanca                   | Dwight H. Little                       | N/D                                        |
| 1997 | The Man Who Knew Too Little                   | Jon Amiel                              | N/D                                        |
| 1998 | Hard Rain                                     | Mikael Salomon                         | N/D                                        |
| 1998 | Relació mortal                                | Jonathan Darby                         | N/D                                        |
| 1998 | Rounders                                      | John Dahl                              | N/D                                        |
| 1998 | El petó de Judes                              | Sebastian Gutierrez                    | N/D                                        |
| 1998 | Urban Legend                                  | Jamie Blanks                           | N/D                                        |
| 1998 | Playing by Heart                              | Willard Carroll                        | substituí John Barry                       |
| 1999 | Entrapment                                    | Jon Amiel                              | N/D                                        |
| 1999 | In Too Deep                                   | Michael Rymer                          | N/D                                        |
| 1999 | El peix gros                                  | John Swanbeck                          | N/D                                        |
| 1999 | The Hurricane                                 | Norman Jewison                         | N/D                                        |
| 2000 | Joves prodigiosos                             | Curtis Hanson                          | N/D                                        |
| 2000 | Bless the Child                               | Chuck Russell                          | N/D                                        |
| 2000 | Premonició                                    | Sam Raimi                              | N/D                                        |
| 2001 | Novembre dolç                                 | Pat O'Connor                           | N/D                                        |
| 2001 | Operació Swordfish                            | Dominic Sena                           | N/D                                        |
| 2001 | Scenes of the Crime                           | Dominique Forma                        | N/D                                        |
| 2001 | Última sospita                                | Daniel Sackheim                        | N/D                                        |
| 2001 | Bandits                                       | Barry Levinson                         | N/D                                        |
| 2001 | Lligant caps                                  | Lasse Hallström                        | N/D                                        |
| 2002 | The Tower                                     | E. Gedney Webb Jim Elliott             | N/D                                        |
| 2002 | The Country Bears                             | Peter Hastings                         | N/D                                        |
| 2003 | The Core                                      | Jon Amiel                              | N/D                                        |
| 2003 | Runaway Jury                                  | Gary Fleder                            | N/D                                        |
| 2004 | Something the Lord Made                       | Joseph Sargent                         | N/D                                        |
| 2004 | The Grudge                                    | Takashi Shimizu                        | N/D                                        |
| 2005 | Beauty Shop                                   | Bille Woodruff                         | N/D                                        |
| 2005 | L'exorcisme de l'Emily Rose                   | Scott Derrickson                       | N/D                                        |
| 2006 | The Grudge 2                                  | Takashi Shimizu                        | N/D                                        |
| 2007 | Ghost rider: El motorista fantasma            | Mark Steven Johnson                    | N/D                                        |
| 2007 | Spider-Man 3                                  | Sam Raimi                              | Themes by Danny Elfman                     |
| 2007 | Lucky You                                     | Curtis Hanson                          | N/D                                        |
| 2007 | Shortcut to Happiness                         | Harry Kirkpatrick                      | Co-composed with Ramin Djawadi             |
| 2008 | Untraceable                                   | Gregory Hoblit                         | N/D                                        |
| 2008 | Sleepwalking                                  | William Maher                          | N/D                                        |
| 2008 | The Informers                                 | Gregor Jordan                          | N/D                                        |
| 2009 | The Uninvited                                 | The Guard Brothers                     | N/D                                        |
| 2009 | Arrossega'm a l'infern                        | Sam Raimi                              | N/D                                        |
| 2009 | Creation                                      | Jon Amiel                              | N/D                                        |
| 2009 | Love happens                                  | Brandon Camp                           | N/D                                        |
| 2010 | When in Rome                                  | Mark Steven Johnson                    | N/D                                        |
| 2010 | Gone with the Pope                            | Duke Mitchell                          | N/D                                        |
| 2010 | The Black Tulip                               | Sonia Nassery Cole                     | N/D                                        |
| 2011 | Priest                                        | Scott Stewart                          | N/D                                        |
| 2011 | Box of Shadows                                | Mauro Borrelli                         | N/D                                        |
| 2011 | Els diaris del rom                            | Bruce Robinson                         | N/D                                        |
| 2012 | Sinister                                      | Scott Derrickson                       | N/D                                        |
| 2012 | Scary or Die                                  | Bob Badway Michael Emanuel Igor Meglic | N/D                                        |
| 2012 | The Baytown Outlaws                           | Barry Battles                          | N/D                                        |
| 2013 | Caça humana                                   | Mark Steven Johnson                    | N/D                                        |
| 2013 | Gods Behaving Badly                           | Marc Turtletaub                        | N/D                                        |
| 2013 | A Madea Christmas                             | Tyler Perry                            | N/D                                        |
| 2014 | The Monkey King                               | Cheang Pou-soi                         | N/D                                        |
| 2014 | The Single Moms Club                          | Tyler Perry                            | N/D                                        |
| 2014 | Deslliureu-nos del mal                        | Scott Derrickson                       | N/D                                        |
| 2016 | The Monkey King 2                             | Cheang Pou-soi                         | N/D                                        |
| 2019 | Pet Sematary                                  | Kevin Kölsch Dennis Widmyer            | N/D                                        |
| 2020 | The Empty Man                                 | David Prior                            | N/D                                        |
| 2023 | The Offering                                  | Oliver Park                            | N/D                                        |

### Televisió
| Any  | Títol                                       | Notes                       |
| ---- | ------------------------------------------- | --------------------------- |
| 2020 | 50 States of Fright                         | Amb Caleb Chan i Brian Chan |
| 2022 | Guillermo del Toro's Cabinet of Curiosities |                             |
| 2022 | Echo 3                                      |                             |

### Videjocs
| Any  | Títol          | Notes       |
| ---- | -------------- | ----------- |
| 2009 | The Saboteur   | Theme music |
| 2017 | Wilson's Heart | N/D         |